# Фон-Гроув
Фон-Гроув (англ. Fawn Grove) — місто (англ. borough) в США, в окрузі Йорк штату Пенсільванія. Населення — 476 осіб (2020).

## Географія
Фон-Гроув розташований за координатами 39°43′52″ пн. ш. 76°27′8″ зх. д. / 39.73111° пн. ш. 76.45222° зх. д. (39.731172, -76.452115).  За даними Бюро перепису населення США в 2010 році місто мало площу 4,26 км², уся площа — суходіл.

## Демографія
Згідно з переписом 2010 року, у селищі мешкали 452 особи в 183 домогосподарствах у складі 145 родин. Густота населення становила 106 осіб/км².  Було 198 помешкань (46/км²).
Расовий склад населення:
| - 99,1 % — білих - 0,2 % — вихідців з тихоокеанських островів - 0,2 % — азіатів |

До двох чи більше рас належало 0,4 %. Частка іспаномовних становила 0,4 % від усіх жителів.
За віковим діапазоном населення розподілялося таким чином: 21,9 % — особи молодші 18 років, 61,3 % — особи у віці 18—64 років, 16,8 % — особи у віці 65 років та старші. Медіана віку мешканця становила 40,4 року. На 100 осіб жіночої статі у селищі припадало 94,0 чоловіків;  на 100 жінок у віці від 18 років та старших — 97,2 чоловіків також старших 18 років.
Середній дохід на одне домашнє господарство  становив 71 176 доларів США (медіана — 62 000), а середній дохід на одну сім'ю — 77 433 долари (медіана — 68 438). Медіана доходів становила 42 344 долари для чоловіків та 40 625 доларів для жінок. За межею бідності перебувало 4,0 % осіб, у тому числі 1,0 % дітей у віці до 18 років та 4,5 % осіб у віці 65 років та старших.
Цивільне працевлаштоване населення становило 211 осіб. Основні галузі зайнятості: освіта, охорона здоров'я та соціальна допомога — 22,3 %, роздрібна торгівля — 19,4 %, будівництво — 12,8 %, науковці, спеціалісти, менеджери — 9,0 %.